# 茶屋新田 (名古屋市)
茶屋新田（ちゃやしんでん）は、愛知県名古屋市港区の大字。現行行政地名は、南陽町大字茶屋新田。7つの小字が設置されている。

## 歴史

### 町名の由来
江戸期の海東郡茶屋新田を前身とする。初代茶屋四郎次郎の子の茶屋長意により開発された新田であることによる。

### 行政区画の変遷
- 1889年（明治22年）10月1日 - 海東郡茶屋新田が合併により、同郡海東郡茶屋村大字茶屋新田となる[3]。
- 1906年（明治39年）7月1日 - 合併により、海東郡南陽村大字茶屋新田となる[3]。
- 1913年（大正2年）7月1日 - 海部郡成立により、同郡南陽村大字茶屋新田となる[3]。
- 1949年（昭和24年）6月1日 - 町制施行により、海部郡南陽町大字茶屋新田となる[3]。
- 1955年（昭和30年）10月1日 - 合併により、名古屋市港区南陽町大字茶屋新田となる[3]。
- 1965年（昭和40年）8月3日 - 港区南陽町大字茶屋後新田との境界を変更する[3]。
- 1976年（昭和51年）3月13日 - 一部が秋葉一丁目から三丁目、大西一丁目から三丁目、川園一丁目から三丁目、西茶屋一丁目から四丁目に編入される。[要出典]
- 1981年（昭和56年）12月5日 - 一部が港区七島一丁目・七島二丁目にそれぞれ編入される[4]。
- 1988年（昭和63年）11月27日 - 一部が西茶屋一丁目、秋葉一丁目に編入される。[要出典]
- 1989年（平成元年）11月26日 - 一部が大西一丁目から二丁目に編入される。[要出典]
- 1990年（平成2年）6月11日 - 一部が港区新茶屋一丁目・新茶屋二丁目・新茶屋三丁目にそれぞれ編入される[5]。